# Abd al-Aziz Duwaik
Abd al-Aziz Duwaik (* 12. Januar 1948 in Ägypten; arabisch عبد العزيز دويك ʿAbd al-ʿAzīz Duwaik, oft auch als Abdelaziz/Abdulaziz Dweik, auch Westbank-Rantisi genannt) ist palästinensischer Parlamentspräsident (Palästinensischer Legislativrat).

## Leben
Abd al-Aziz Duwaik hat einen Ph.D von der Universität von Pennsylvania und an der Universität in Nablus Geographie gelehrt. Er ist Mitglied der Terrororganisation Hamas und befand sich bis Januar 2012 fünf Mal in israelischer Gefangenschaft. 1992 wurde er zusammen mit hunderten anderen verdächtigten Hamas- und Jihad-Mitgliedern von Israel in den Libanon ausgewiesen, doch wurden sie von Libanon nicht aufgenommen. Nach einem Jahr zwischen den Grenzen ließ sie Jitzchak Rabin wieder zurückkehren. „Seite an Seite mit dem vor zwei Jahren von Israel exekutierten Hamas-Chef Abdel Asis Rantisi avancierte Dweik damals zum Sprecher der Deportierten, was ihm den Spitznamen 'Westbank-Rantisi' einbrachte“. Im August 2006 wurde er von den israelischen Behörden in Zusammenhang mit der Entführung des israelischen Soldaten Gilat Schalit verhaftet. In Untersuchungshaft war er im Ofer Gefängnis. Er wurde wegen Mitgliedschaft zu einer Terrororganisation und Kontakt zur Hamasführung in Damaskus angeklagt und zu drei Jahren Haft verurteilt. Am 23. Juni 2009 wurde er vorzeitig aus der Haft entlassen. Er bemühte sich darauf, die Zusammenarbeit zwischen der Hamas mit der Fatah zu verbessern. Im Juni 2014 wurde er in Zusammenhang mit der Entführung von drei israelischen Bürgern verhaftet und blieb bis im Juni 2015 in Haft. Im Oktober 2023 wurde er wieder verhaftet und blieb bis 13. Juni 2024 in Haft. Am 20. Juni 2024 wurde er von den israelischen Behörden in Hebron wieder verhaftet. Duwaik hat sieben Kinder.
Laut Presseberichten gilt Abd al-Aziz Duwaik als Befürworter einer Zwei-Staaten-Lösung. „Beginnt Israel unsere Rechte anzuerkennen, beginnen wir mit der Anerkennung Israels“ (Berliner Zeitung, 7. August 2006). Am 19. Januar 2012 hat Israel Abd al-Aziz Duwaik erneut festgenommen. Einen Staat Palästina, der Israel mit einschließt, sieht er als unrealistisch an.